# دان باكيدهل
دان باكيدهل (بالإنجليزية: Dan Bakkedahl)‏ مواليد 18 نوفمبر 1969 في روشستر، الولايات المتحدة، هو ممثل وكوميدي أمريكي بدأ مسيرته الفنية سنة 2005.

## الأعمال

### أفلام
- هذا هو سن الأربعين
- كن صلبا
- ذا إسكورت
- العميل 47
- ترامبو

### مسلسلات
- ذا ديلي شو
- 30 روك
- فلايت أوف ذا كونكورد
- المكتب
- كيف قابلت أمكما
- اكبح حماسك
- كوميونتي
- الدوري
- نائبة الرئيس
- غوثام
- بروكلين ناين-ناين
- ذا ميندي بروجيكت

## روابط خارجية
- دان باكيدهل على موقع IMDb (الإنجليزية)
- دان باكيدهل على موقع ألو سيني (الفرنسية)
- دان باكيدهل على موقع تيرنر كلاسيك موفيز (الإنجليزية)
- دان باكيدهل على موقع أول موفي (الإنجليزية)
- دان باكيدهل على موقع قاعدة بيانات الأفلام السويدية (السويدية)
- دان باكيدهل على موقع إن إن دي بي (الإنجليزية)
- دان باكيدهل على موقع قاعدة بيانات الفيلم (الإنجليزية)
- دان باكيدهل على موقع كينوبويسك (الروسية)